# Хирано, Миу
Миу Хирано (яп. 平野 美宇 Hirano Miu) род. 14 апреля 2000 — японский игрок в настольный теннис, чемпионка Азии 2017 года в одиночном разряде, бронзовый призёр чемпионата мира 2017 года в одиночном разряде (первый с 1969 года призёр из Японии в этом разряде).

## Спортивная карьера
В марте 2014 года в паре с Мимой Ито завоевала титул в парном разряде на международном турнире German Open в Германии. Обеим девочкам на тот момент было 13 лет, и они вошли в историю как самые молодые победители парного разряда в турнире из серии ITTF World Tour.
Осенью того же 2014 года Миу Хирано выступила в составе команды Японии на Летних Азиатских играх в Инчхоне, приняв участие в матче за золото против сборной Китая.
Также в 2014 году в паре с Мимой Ито победила в парном разряде Гранд-финала Мирового тура ITTF (ITTF World Tour Grand Finals), итоговом турнире Мирового тура ITTF.
В сентябре 2015 года была на 17 месте в мировой классификации ITTF, и, оказавшись на тот момент четвёртой по рейтингу среди японских спортсменок, не вошла в команду Японии на Летних Олимпийский играх 2016 года в Рио-де-Жанейро.
В апреле 2016 года Миу Хирано выиграла свой первый одиночный титул на этапе ITTF World Tour в Польше, а в октябре стала обладательницей Кубка мира на соревнованиях в Филадельфии (китайские спортсменки в Кубке мира в 2016 году участия не приняли).
В апреле 2017 года Миу Хирано выиграла чемпионат Азии в одиночном разряде, обыграв в ходе турнира трёх китайских спортсменок: Дин Нин, Чжу Юйлин и Чэнь Мэн. Хирано стала самой юной в истории чемпионкой Азии и первой теннисисткой не из Китая, выигравшей этот титул в XXI веке.